# Hosanagara
Hosanagara è una suddivisione dell'India, classificata come town panchayat, di 5.042 abitanti, situata nel distretto di Shimoga, nello stato federato del Karnataka. In base al numero di abitanti la città rientra nella classe V (da 5.000 a 9.999 persone).

## Geografia fisica
La città è situata a 13° 55' 0 N e 75° 4' 0 E e ha un'altitudine di 584 m s.l.m..

## Società

### Evoluzione demografica
Al censimento del 2001 la popolazione di Hosanagara assommava a 5.042 persone, delle quali 2.566 maschi e 2.476 femmine. I bambini di età inferiore o uguale ai sei anni assommavano a 560, dei quali 299 maschi e 261 femmine. Infine, coloro che erano in grado di saper almeno leggere e scrivere erano 4.014, dei quali 2.145 maschi e 1.869 femmine.